# Стобеус, Килиан
Килиан Стобеус (швед. Kilian Stobæus, 6 февраля 1690 — 17 февраля 1742) — шведский врач, натуралист (естествоиспытатель), профессор естествознания, медицины и философии, историк, профессор истории.

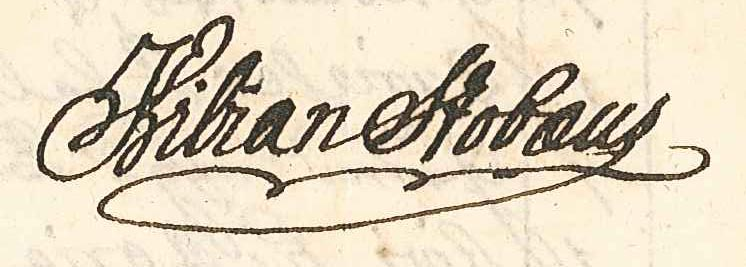
Подпись Килиана Стобеуса (1733)

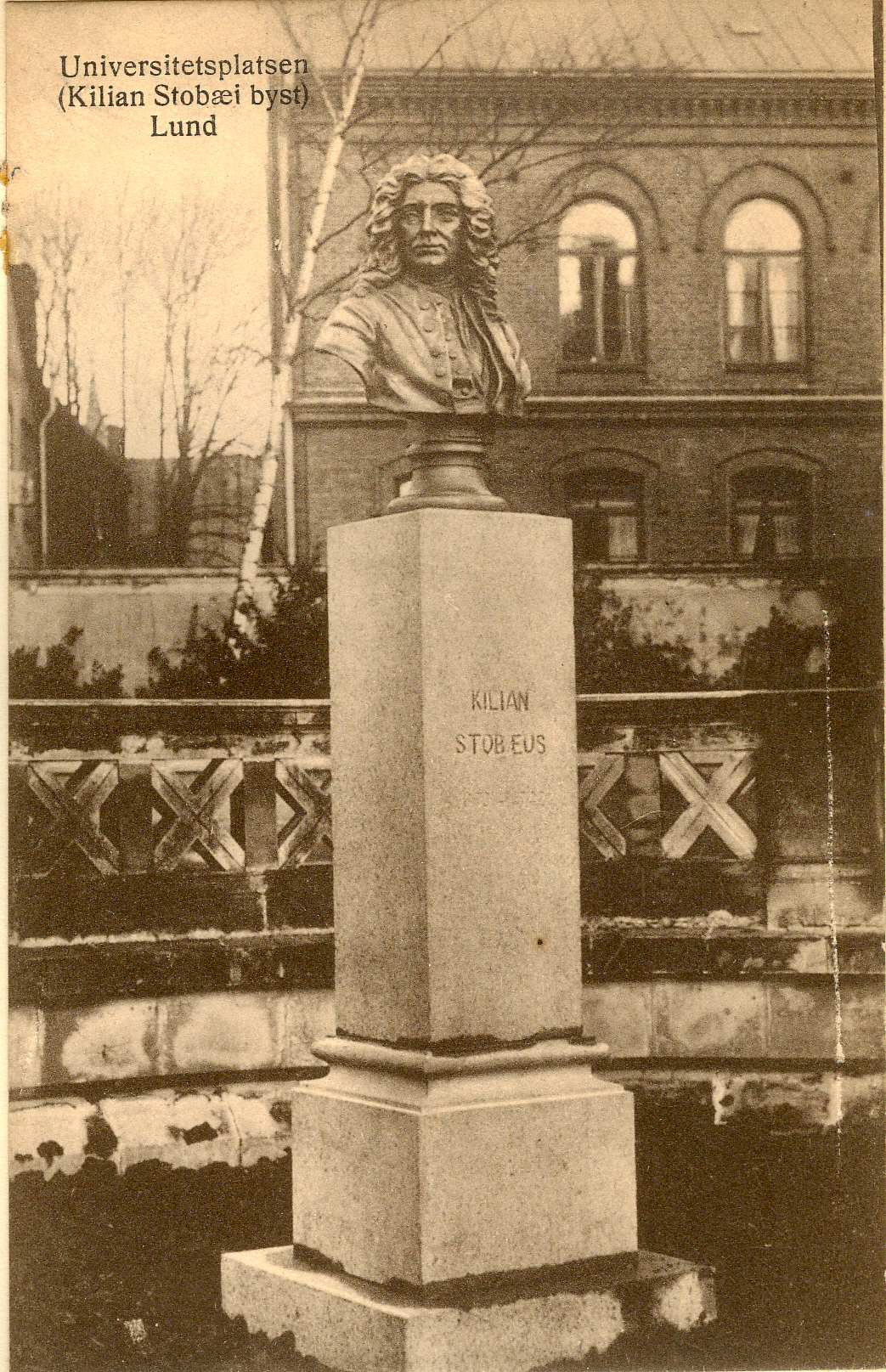
Бюст Килиана Стобеуса на Университетской площади в Лунде.

## Биография
Килиан Стобеус родился 6 февраля 1690 года.
Он был одним из учителей Карла Линнея. Карл Линней жил у него дома. Именно с помощью Стобеуса Карл Линней в значительной степени привёл в порядок те сведения, которые были им почерпнуты из книг и собственных научных наблюдений. Карл Линней вёл с ним переписку с 15 июля 1728 года.
В 1728 году Килиан Стобеус был профессором философии, медицины и естествознания в Лунде. С 1732 года он был профессором истории в Лунде.
Килиан Стобеус умер 17 февраля 1742 года.

## Научные работы
- Dissertatio physiologica de fame naturali. Lund 1717.
- Schema genealogicum serenissimi et potentissimi d.n. Friderici, svethorum, gothorum, vandalorumque regis &c. nec non Hassiæ landgravii &c. stemma augustissimum ab Ynglingis, Skioldungis, Carolingis, Folkungis, antiquissimis et illustrissimis: totius septentrionis, Imo orbis familiis repetens et rite deducens. 1730.
- Opuscula in quibus petrefactorum, numismatum, et antiquitatum historia illustratur, in unum volumen collecta: cum multis figuris. Danzig 1752—1753.